# Scopula disparata
Scopula disparata là một loài bướm đêm trong họ Geometridae.